# ロレンソ・ビガス
ロレンソ・ビガス・カステス（Lorenzo Vigas Castes, 1967年 - ）は、ベネズエラの映画監督、脚本家、プロデューサーである。

## 人物
メリダで画家のオズワルド・ビガスの息子として生まれる。タンパ大学で分子生物学を学んで卒業する。
1995年にニューヨーク大学で映画を学び、いくつかの実験映画の監督を始める。
1998年にベネズエラに戻り、RCTVの『Expedición』をはじめとするドキュメンタリーやコマーシャルの監督を務めた。2003年にはメキシコでギジェルモ・アリアガ製作の短編映画『Los elefantes nunca olvidan』を監督し、カンヌ国際映画祭で上映された。
2015年には初の長編映画『彼方から』が第72回ヴェネツィア国際映画祭で上映され、金獅子賞を獲得した。翌年の第73回ヴェネツィア国際映画祭ではメイン・コンペティションの審査員の1人を務める。

## フィルモグラフィ
- Los elefantes nunca olvidan (2003) 短編、監督・製作・脚本
- 彼方から[4] Desde allá (2015) 監督・製作・脚本